# 自殺幇助

医師による自殺幇助の現状:
合法
憲法裁判所によって合法（または犯罪ではない）と判断されているが、法制化されていない
非合法

自殺幇助（じさつほうじょ）とは自殺を手助けする行為を指す。
医師による自殺幇助（英語: physician-assisted suicide）は、医師が致死量の薬物の処方などの、自殺に必要な知識や手段またはその両方を人に提供することである。積極的安楽死では、患者の希望をもとに医師が薬物を投与するが、医師による自殺幇助では患者自身の手によって薬物を摂取する。
医師による自殺幇助を合法化している国は、スイス、オランダ、ベルギー、ルクセンブルク、カナダ、ノーザンテリトリーを除くオーストラリア、スペイン、ニュージーランド、オーストリア、ポルトガル、アメリカの一部の州である。ドイツ、イタリア、コロンビアの憲法裁判所は自殺幇助を合法と判断したが、まだ自殺幇助の法制化はなされていない。
その他の地域では医師による自殺幇助は犯罪となる。スイス、アメリカ、オーストリア、イタリア、ドイツでは自殺幇助が合法なのに対し、積極的安楽死は違法である。
日本では安楽死と自殺幇助を明確に区別しないことが多い（例えばスイスの幇助自死は安楽死と呼ばれることが多い）。

## 各国

### ヨーロッパ

ヨーロッパでの医師による自殺幇助:
合法
憲法裁判所で合法判断されるが、法制化されていない
違法

医師による自殺幇助は、2000年代にオランダ、ベルギー、ルクセンブルクで合法化され、2020年代にはスペイン、オーストリア、ポルトガルで合法化された。
スイス
スイスでは1942年から自殺幇助が認められている。「判断能力があり利己的な動機を持たない」という条件で裁判所の許可により、 医師から処方された薬物により安楽死が可能となる。スイスは外国人に対しても自殺幇助を提供している唯一の国である。ジャン＝リュック・ゴダール（フランスとスイスの二重国籍）はスイスに滞在中、安楽死を選択した。
オランダ
オランダでは、自由に医師を選択することが出来ず、生まれたときからホームドクターがあてがわれる。ホームドクターが、回復の見込みがなく、生きていても病苦にさいなまれるだけだと判断した場合には、致死量に達した毒薬の使用が許される。
ドイツ
ナチス政権への反省からドイツは安楽死に対して慎重な姿勢をとっていたが、2004年には世論調査で積極的安楽死への賛成が70%に達した。「自殺ツーリズム」が盛んになり、スイスの団体「ディグニタス」で、1998年から2016年までの間に幇助自死を遂げた2328人のうちドイツ人の割合は46%に達した。
2015年に自殺幇助をビジネスライクに行うことを禁止する法律ができたが、2020年に憲法裁判所がこの法律を違憲と判断し、死の自己決定権を認めた。これを受け2021年には350人が幇助自死を遂げたと報じられている。同年、ドイツ医師会は、職業規範から自殺幇助の禁止を削除することを決定した。2022年時点で、議会で自殺幇助に関する立法準備中である。
ドイツでは積極的安楽死は違法のままである（近隣のスイス、オーストリア、イタリアも同様）。

### アメリカ

アメリカでの医師による自殺幇助:
合法
憲法裁判所で合法判断されるが、法制化されていない
違法

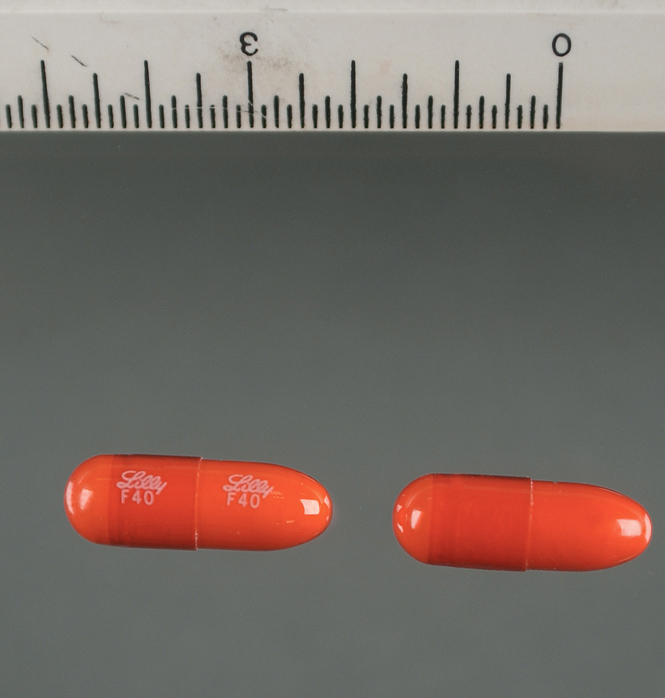
セコバルビタールは、アメリカで医師による自殺幇助のために最も一般的に処方されている薬物の一つである。

アメリカ合衆国では州ごとに異なる。1994年にオレゴン州で自殺幇助が合法化されたのを皮切りに、2000年代以降にいくつかの州で合法化された。アメリカでは自殺幇助が認められる一方、積極的安楽死はいずれの州でも違法である。
ジャック・ケボキアンは、アメリカで自殺幇助が法制化される以前に、自作の自殺装置を用いて自殺幇助活動を行い、「死の医師」と呼ばれた。

### 日本
自殺幇助は、刑法第202条（自殺関与及び同意殺人）で非合法化されている。
歴史的には切腹で介錯を行うのも自殺幇助の一例である。